# Gymnopternus vernaculus
Gymnopternus vernaculus är en tvåvingeart som beskrevs av Van Duzee 1924. Gymnopternus vernaculus ingår i släktet Gymnopternus och familjen styltflugor.
Artens utbredningsområde är Maine. Inga underarter finns listade i Catalogue of Life.